# Kaare Norge
Kaare Norge nació en 1963 en Dinamarca. Es un afamado guitarrista y compositor especializado en música clásica, aunque también por sus adaptaciones de música de rock, jazz, flamenco y tango. En 1991 fue el primer intérprete de música clásica que participó en el Roskilde Festival. Aunque ha grabado un amplio repertorio de obras clásicas y es muy conocido por sus recitales sobre compositores como Chopin y Bach, recibió reconocimiento mundial debido su arreglo musical de la canción Stairway to Heaven de Led Zeppelin, que garbó en su CD de 1994 La Guitarra.
Kaare Norge ha dado conciertos por todo el mundo, desde Groenlandia hasta China y Bolivia y por toda Europa. También interpretó en el aniversario de 25 años de la entonces reina de Dinamarca, Margarita II.
Como compositor, su obra Homage to Life, originalmente compuesta como sintonía para una programa de la televisión danesa, está reconocida como una pieza de música clásica moderna y es habitual en el repertorio de los jóvenes guitarristas daneses. También ha hecho transcripciones muy valoradas de música clásica de autores como Johann Sebastian Bach, Scarlatti, Mozart, o Jacob Gade.
Ha publicado 23 CD, un DVD , a la vez que colabora en las grabaciones de otros artistas. También ha recibido el reconocimiento de la crítica musical especializada, por ejemplo de los reconocidos críticos Colin Cooper y Alan Miteran.

## Discografía
- 1991 - Tango
- 1992 - Con Amore
- 1993 - Bach, Rodrigo, Paganini
- 1994 - La Guitarra
- 1996 - Movements
- 1996 - Guitar Player
- 1998 - Made of Dreams (con Claus Raahauge)
- 1998 - Morning Has Broken
- 1998 - Classic
- 1999 - Christmas
- 2000 - La Cumparsita
- 2001 - A Mi Amor
- 2002 - Guitarra La Classica
- 2003 - Here Comes the Sun
- 2004 - Silence of the Spanish Guitar
- 2005 - Recital
- 2006 - Fantasia
- 2006 - Portrait of an artist (DVD video, prod. Jesper Brinck)
- 2009 - Viva La Musica
- 2011 - Beatles from My Heart
- 2011 - Denmark
- 2013 - Fiesta
- 2015 - The Song The Melody – Carl Nielsen
- 2018 - Variation
- 2021 - Amoroso